# Mărișelu, Bistrița-Năsăud
Mărișelu, mai demult Nușfalău (în dialectul săsesc Gruszndref, Grussndref, în germană Großdorf, Grossdorf, Großendorf, Grossendorf, în maghiară Sajónagyfalu, Nagyfalu) este satul de reședință al comunei cu același nume din județul Bistrița-Năsăud, Transilvania, România.

## Vezi și
- Biserica de lemn din Mărișelu